# Lethe alaca
Lethe alaca är en fjärilsart som beskrevs av Hans Fruhstorfer 1911. Lethe alaca ingår i släktet Lethe och familjen praktfjärilar. Inga underarter finns listade i Catalogue of Life.